# Erich Reschke
Erich Reschke (Dortmund, 14 marzo 1902 – Dortmund, 21 novembre 1980) è stato un sindacalista e politico tedesco.
Fu un sindacalista comunista, già detenuto politico nel campo di concentramento di Lichtenburg e in quello di Buchenwald. Dopo il 1945 fu Capo della polizia in Turingia, Ministro degli Affari Interni (DVdI), arrestato come criminale di guerra a Vorkuta, rimpatriato e riabilitato, fabbro, Maggiore della Polizia Popolare Tedesca (DVP) e segretario onorario del Partito Socialista Unificato di Germania nella regione di residenza.

## Biografia

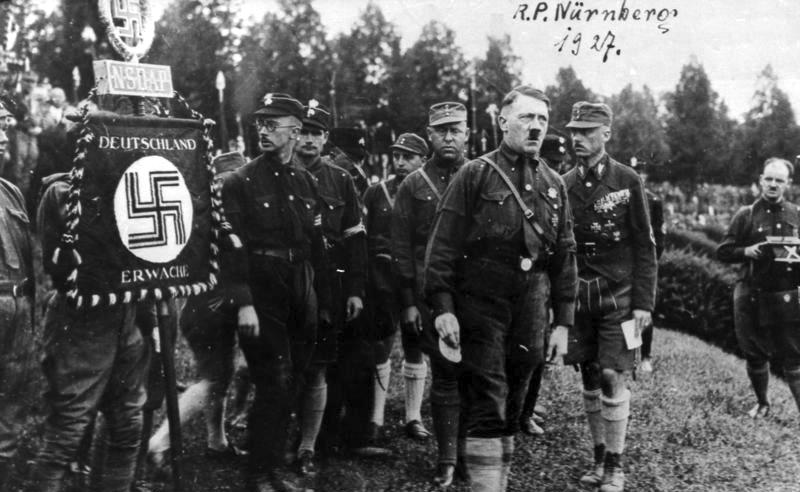
Adolf Hitler nel 1927 oratore al terzo Raduno di Norimberga del NSDAP. In secondo piano Heinrich Himmler, Rudolf Heß, Franz Pfeffer von Salomon e Gregor Strasser.

Reschke, dopo aver frequentato le scuole elementari ad Amburgo, intraprese il tirocinio di chiodatore in un cantiere navale. Nel 1920 entrò nel sindacato dei metalmeccanici tedeschi. Nel 1922 entrò nel  Partito comunista tedesco (KPD), nel Soccorso Rosso della Germania (RH) e nella Lega dei Combattenti del Fronte Rosso. Prese parte nel 1923 all'Insurrezione di Amburgo (Rotfrontkämpferbund= RFB). Poiché egli aveva distribuito dei volantini dell'organizzazione concorrente, nel 1930 fu radiato dal DMV. S'impegnò contro l'emergente Nazionalsocialismo.
Nel 1933 fu arrestato, incarcerato e trasferito nel campo di concentramento di Lichtenburg. Nel 1938 giunse come prigioniero nel campo di concentramento di Buchenwald, dove divenne Kapo nella direzione e primo anziano del campo.
Dopo la liberazione dal dominio nazista, divenne Capo della Polizia della Turingia; dal luglio 1946 fino al luglio 1948 fu presidente della DVdI. Nel 1948 fu chiamato nella Commissione Centrale per il Controllo di Stato, un predecessore della Arbeiter-und-Bauern-Inspektion (ABI). Nel 1950 gli fu affidata la direzione dello Zuchthauses Bautzen. Nel medesimo anno gli Organi sovietici lo arrestarono e lo accusarono di presunti crimini di guerra, imprigionandolo nel campo di lavoro di Vorkuta, dove dovette rimanere dal 1951 al 1956.
Nell'ottobre 1956 fu rilasciato e ricevette un lavoro come calderaio presso la VEB Bergmann-Borsig. Nel medesimo anno fu riabilitato dalla SED e in seguito divenne Maggiore della Volkspolizei nell'amministrazione delle pene. Quando nel 1962 andò in pensione, lavorò a titolo onorifico come Segretario di partito per la SED, nella zona della sua abitazione. Visse infine nell'Alta Neuendorf. Alla sua morte fu sepolto nel cimitero locale.

## Riconoscimenti
- 1960: Vaterländischer Verdienstorden in bronzo[4]
- 1967: Ordine della Bandiera del lavoro[5]
- 1972: Vaterländischer Verdienstorden in oro[6]
- 1977: Ehrenspange zum Vaterländischen Verdienstorden in oro[7]